# Cuerdale
Cuerdale est un village et une paroisse civile du Lancashire, en Angleterre. Il est situé à quelques kilomètres au sud-est de la ville de Preston. Administrativement, il relève du district de South Ribble.

## Histoire
En 1840, un trésor de l'âge des Vikings a été retrouvé à Cuerdale. Ce trésor de Cuerdale, enterré au début du Xe siècle, comprend plus de 8 600 objets en argent.